# Samsung Galaxy S7
Samsung Galaxy S7 i Samsung Galaxy S7 edge – smartfony z serii Galaxy produkowane przez koreańską firmę Samsung. S7 wraz z wersją S7 edge został zaprezentowany 21 lutego 2016 roku podczas Mobile World Congress w Barcelonie.
Najważniejsze zmiany w porównaniu do generacji Galaxy S6 stanowiły powrót slotu na kartę pamięci microSD do 200 GB, zwiększona odporność na wilgoć i pył na poziomie IP68, większy akumulator oraz aparat z matrycą 12 MP w technologii Dual Pixel zamiast 16MP, który nie wystaje z obudowy jak miało to miejsce w S6. Smartfon dostępny był również w wersji S7 Active (SM-G891A) z wytrzymałą obudową i akumulatorem o pojemności 4000mAh.
Sprzedaż rozpoczęła się 11 marca 2016. Cena w Polsce w dniu premiery wynosiła 3199 zł za Samsung Galaxy S7 32 GB, natomiast Galaxy S7 edge kosztował 3599 zł. Samsung dostarczył do końca marca 2016 ponad 7 mln urządzeń, a do maja 2017 sprzedano ponad 55 mln sztuk.